# جاريد جوردان
جاريد جوردان (بالإنجليزية: Jared Jordan)‏ مواليد 14 أكتوبر 1984 في هارتفورد، هو لاعب كرة سلة أمريكي. بدأ مسيرته الاحترافية في سنة 2007. تم اختياره من قبل فريق لوس أنجلوس كليبرز خلال الدرافت. يلعب مع فريق تايغرز توبينغن في الدوري الألماني لكرة السلة كلاعب هجوم خلفي. يحمل الرقم 14. يبلغ طوله 6 قدم 2 بوصة (1.9 م).

## المسيرة الاحترافية
لعب مع ليتوفوس رايتس في موسم 2007–2008، ثم لعب مع تليكوم باسكتس بون في الدوري الألماني في موسم 2009–2010، ثم لعب مع تليكوم باسكتس بون من سنة 2011 إلى 2014، ثم لعب مع بروس باسكتس في الدوري الألماني في سنة 2014، ثم لعب مع سان سباستيان غيبوثكوا بي سي في الدوري الإسباني في موسم 2014–2015، ثم لعب مع تايغرز توبينغن في الدوري الألماني في سنة 2015.

## روابط خارجية
- جاريد جوردان على موقع الدوري الإسباني لكرة السلة (الإسبانية)
- جاريد جوردان على موقع كرة السلة الأوروبية.كوم (الإنجليزية)
- جاريد جوردان على موقع كلية كرة السلة في سبورتس رفرنس.كوم (الإنجليزية)
- جاريد جوردان على موقع ريلجم (الإنجليزية)
- جاريد جوردان على موقع بروبوليرز (الإنجليزية)
- جاريد جوردان على موقع سبورتس رفرنس (الإنجليزية)
- جاريد جوردان على موقع سبورتس رفرنس (الإنجليزية)